# 네온
네온(← 독일어: Neon 네온[*], 영어: Neon 니온[*])은 비활성 기체에 속하는 화학 원소로 기호는 Ne(←라틴어: Neon 네온[*])이고 원자 번호는 10이다. 네온은 그리스어로 새롭다를 뜻하는 ‘neos’를 어원에 두고 있다. 원래는 1898년, 램지와 트래버스가 발견하여, 램지의 아들이 라틴어로 새롭다를 뜻하는 ‘novus’를 의미하는 이름 노븀(novum)을 사용하자고 제안 하였으나, 램지는 네온 즉 ‘neos’를 어원으로 둔 네온이라는 이름을 사용하였다.

## 역사
"Neon"이란 단어는 그리스어 "νέον" (neon; new one; 새로운 것)에서 유래하였으며, 1898년 영국 런던에서 화학자 윌리엄 램지(William Ramsay)와 모리스 트래버스(Morris Travers)가 발견하였다.
램지는 이 물질을 스펙트럼에 의해 확인했는데, 이 때 방전관(放電管)에서 나오는 아름다운 진홍색의 빛을 본 램지의 아들이「새롭다」라고 부를 것을 제의하여 그리스어 neos(새롭다)를 따서 명명했다.
네온은 1898년에 램지(William Ramsay, 1852~1916)와 그의 제자 트래버스(Morris W. Travers, 1872~1961)가 당시 새롭게 찾아낸 기체 아르곤(Ar, 1894년 발견)과 헬륨(He, 1895년 분리, 확인)의 성질을 연구하는 과정에서 발견하였다. 그들은 액화 공기의 저온 분별 증류를 통해 네온과 함께 다른 비활성 기체인 크립톤(Kr)과 제논(Xe)도 분리하였고, 스펙트럼으로 이들을 확인하였다. 네온을 전기적으로 들뜨게 하면 밝은 붉은색의 빛을 낸다는 것도 이들이 발견하였다. 이들 공적으로 램지는 1904년 노벨화학상을 수상하였다. 램지는 네온을 그리스어로 ‘새로운’을 뜻하는 ‘neos’를 따서 ‘neon’이라 이름지었다. 크립톤(krypton)과 크세논(xenon)은 각각 그리스어로 은둔자를 뜻하는 ‘kryptos(κρύπτος)’와 ‘낯선’을 뜻하는 ‘xenos(ξένος)’를 따서 명명하였다.
1902년에 프랑스의 ‘에어리퀴드(Air Liquide, 액화 공기란 뜻)’ 회사가 설립되고, 공기에서 네온을 분리∙생산하여 판매하기 시작하였다. 이 회사는 1910년에 네온 램프를 선보였고, 1912년에는 광고판으로 네온 방전관(네온사인)을 판매하기 시작하였다. 네온은 과학의 발전에 큰 기여를 하였다. 톰슨(Joseph John Thomson, 1856~1940) 경은 1913년에 기체 방전관에서 나오는 양이온의 조성을 연구하는 과정에서, 네온 양이온들이 이의 경로에 수직으로 걸어준 전기장과 자기장에 의해 두 개의 포물선을 그리며 휘는 것을 발견하였다. 이를 통해 그는 질량이 다른 두 가지의 네온 양이온이 있음을 발견하였다. 즉 네온의 동위원소를 발견하였다. 이는 한 원소에서 방사성이 아닌 안정한 동위원소가 존재할 수 있다는 최초의 발견이다. 또한 이 실험은 오늘날 과학의 여러 분야에서 중요하게 사용되는 질량분석(mass spectrometry)의 첫 번째 예이다.
네온을 비롯한 비활성 기체들이 잇달아 발견됨에 따라 이들이 주기율표에 18족(8A족)으로 들어가게 됨으로써 주기율표의 정확성이 입증되고, 가장 전기음성인 할로겐족 원소와 가장 전기양성인 알칼리 금속 사이의 연결 고리가 만들어졌다. 그리고 이들 원소들이 화학 반응성이 없고 단원자 분자로 존재한다는 사실에서, 원소들의 성질을 원자가 전자의 수로 설명하는 옥텟 규칙(octet rule, 최외각 전자 껍질에 8개의 전자를 갖는 것이 가장 안정하다는 규칙)이 나오게 되었다.

## 특징
색깔과 냄새, 맛이 없으며 공기보다 가볍다. 저압방전에 의해 적색의 휘선스펙트럼을 나타낸다. 비활성 기체로서 단원자 분자 상태로 존재한다. 헬륨 다음으로 반응성이 낮다.

## 용도

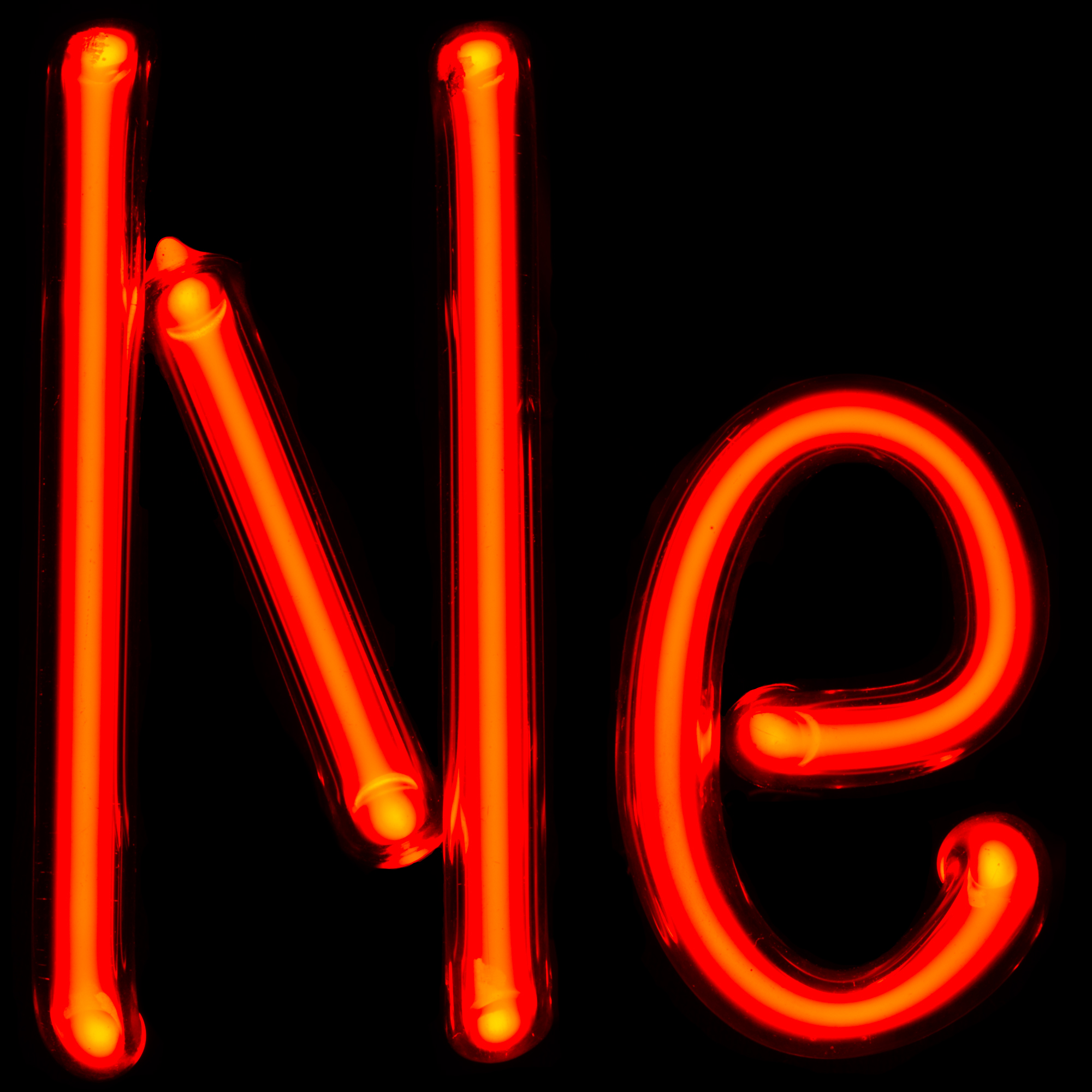
네온 사인.

글로 방전을 이용한 네온등의 붉은 색은 네온 사인을 이용한 광고판에 자주 사용된다. 다른 비활성 기체를 첨가하여 여러 종류의 색깔을 낼 수도 있다.
네온 기체는 헬륨과 혼합되어 레이저에 사용된다. He-Ne 레이저에서 나오는 순도 높은 빛(파장 632.8 nm)은 들뜬 네온에서 나오는 것으로 헬륨은 Ne을 들뜨게 하는 작용을 한다. 붉은색의 레이저 포인터, 바코드 스캐너, 레이저 치료 그리고 광학 디스크를 읽는데 사용된다.
네온의 가장 큰 용도는 밝은 주홍빛을 내는 네온 조명이다. 이에는 두 가지 유형이 있는데, 하나는 보통 네온램프(neon glow lamp)라 부르는 것이고, 다른 하나는 네온사인으로 대표되는 네온 방전관(neon discharge tube)이다. 네온램프는 네온 기체가 조금 들어있는 유리 전구에 2개의 전극을 2~3mm 간격으로 두고 방전시켜 음극에서 밝은 붉은색의 빛을 내게 만든 장치이다. 네온램프는 소형으로 제작 가능하며, 가정용 전압으로 작동되고 소모 전력이 적어 전자 기기의 표시기, 야간 실내등으로 사용되며, 전압 조절기, 고전압 보호기로도 이용된다. 또한 네온램프에서 나오는 빛의 스펙트럼은 광학 장치의 파장 보정에도 사용된다. 네온 방전관은 긴 유리관에 네온 기체를 조금 넣고 관의 양 끝에 전극을 두고 높은 전압으로 방전하여 빛을 내게 만든 장치로, 광고판 등에 이용되었다. 네온은 조명 이외에 피뢰기, 브라운관, 검전기 등을 만드는데도 사용되어 왔다.
네온 방전관 네온사인에 사용되는 것으로, 긴 유리관에 네온 기체를 조금 넣고 관의 양 끝에 전극을 두고 높은 전압으로 방전하여 빛을 내게 만든 장치이고 광고판 등에 이용되었다.
네온 기체는 헬륨과 혼합되어 레이저에 사용된다. He-Ne 레이저에서 나오는 빛은 들뜬 네온에서 나오는 것으로 헬륨은 Ne을 들뜨게 하는 작용을 한다. 붉은색의 레이저 포인터, 의료용으로, 그리고 광학 디스크를 읽는데 사용된다. 액체 네온은 저온 냉각기의 냉매로도 사용된다.
유리관에 낮은 압력의 기체를 넣고 방전시켜 빛을 내게 하는 장치로, 대표적인 것이 네온 기체를 넣어 붉은 빛을 내는 것이다. 기체의 종류를 바꾸면 각 기체에 특성적인 색깔의 빛이 나온다. 각종 전광판에 사용되었고, 예술 작품을 만들고 건물을 장식하는데 이용되기도 하였다. 네온사인을 더욱 발전시킨 것이 플라스마 표시 패널(PDP)로 평판 TV 등에 사용되었다. 현재는 보다 값싸고 수명이 긴 발광 다이오드(LED)로 거의 대체되었다. 네온사인은 주로 광고 ·장식 등에 사용된다. 구조는 지름 12~15 mm의 긴 유리관 양단에 철 또는 구리로 된 원통형 전극(電極)을 설치하고 유리관 내부에 수 mm 수은주의 수은과 네온이나 아르곤, 그 밖의 가스를 미량 흡입시키고 봉한 것이다. 이 방전등은 형광등과 마찬가지로 글로 방전현상으로 생기는 양광주라는 발광부를 이용한 것으로 두 전극 사이에 고전압을 인가(印加)하면 내부가스가 차례로 이온화하여 발광한다.
네온 전구는 네온사인에 쓰이는 네온관과 마찬가지로 글로방전을 이용한 것이다. 다만 네온관에서는 양광주(陽光柱)를 광원으로 이용하지만 네온전구는 음(陰) 글로의 빛을 이용한다.
부가설명:유리구(球) 안에 코일이나 원판 모양의 전극(電極) 1쌍을 2~3mm 간격으로 설치하고 아르곤가스나 네온가스를 10mmHg의 압력으로 봉입한다. 전극에는 알칼리희토류 금속인 바륨·세슘·마그네슘·나트륨 등을 칠하여 방전이 잘 되게 한다. 이때 안정기로는 1,500∼3,000Ω의 직렬 저항을 베이스에 넣는다. 크기가 작고 전력의 소비가 적어 적은 양의 전류로도 점등된다. 따라서 형광등처럼 많은 양의 전류보다는 높은 전압이 필요하다. 전구의 수명이 길고 사용할 수 있는 전압의 범위가 넓은 것이 특징이다. 광원은 등적색의 빛을 내며 발광효율은 0.3lm/W로 낮은 편이다. 빛의 관성이 없고, 일정 범위 내에서는 전류와 광도가 비례하므로 오실로그래프, 스트로보 스코프용에 이용된다. 또 음극만 빛나므로 전류의 극성을 판별하는 데 이용된다. 이 외에도 배전반의 파일럿 램프나 휴대용 검전기, 라디오 표시등, 타이머 회로 등에 많이 쓰인다.
네온관등은 글로 방전을 이용한 2극 방전관으로, 네온 가스를 봉해 넣은 것. 황적색의 빛을 발하고, 표시등이나 검전기에 사용된다. 방전 특성을 이용하여 발진기나 계수 장치 등에도 사용되기도 한다.